# История Тринидада и Тобаго
История Тринидада и Тобаго начинается с заселения островов индейцами. Оба острова открыл Христофор Колумб в своём третьем рейсе в 1498 году. После этого Тобаго переходил из рук в руки. Им владела Британия, Франция, Нидерланды и Курляндия, но в конечном счете оказался в британских руках. Тринидад оставался в испанских руках до 1797 года, но был заселен французскими колонистами. В 1888 оба острова были объединены в британскую колонию. Тринидад и Тобаго получили независимость от Британской империи в 1962 году и стали республикой в 1976.

## История Тринидада

### Предыстория
Человеческие поселения на Тринидаде появились 7 000 лет назад. Самые ранние поселенцы прибыли на Тринидад из северо-восточной Америки в 5 000 году до н. э. На Тринидаде обнаружено двадцать девять поселений. Архаичное население не имело керамики.
Приблизительно 250 до н. э. первые использующие керамику люди появились на Тринидаде. Они прибыли из дельты реки Ориноко. Из Тринидада они, как полагают, двинулись на север к островам Карибского моря. На Тринидаде было обнаружено тридцать пять их поселений. После 250 н. э. третья группа, названная людьми Барракуда обосновалась в южном Тринидаде. После краха племени Барракуды около 650 н. э. на остров прибыло новое племя: Аракъюнойды.
Приблизительно в 1300 новая группа обосновалась в Тринидаде и принесла с собой новые культурные признаки, которые в значительной степени заменяли предыдущие культуры. Их назвали культурой Мейод, эти племена застали на Тринидаде европейцы. Они выжили до 1800, но после этого, они в значительной степени ассимилировались с европейскими колонистами. Эта группа включала в себя: Непойя и Суппойя (были Аравак-говорящим), и (были Карибско-говорящим). Испанцы заставили индейцев работать на них в обмен на свою «защиту». Также индейцы перешли в христианство. Оставшиеся в живых были сначала организованы в Миссии капуцинскими монахами, и затем постепенно ассимилировались.

### Испанский период на Тринидаде

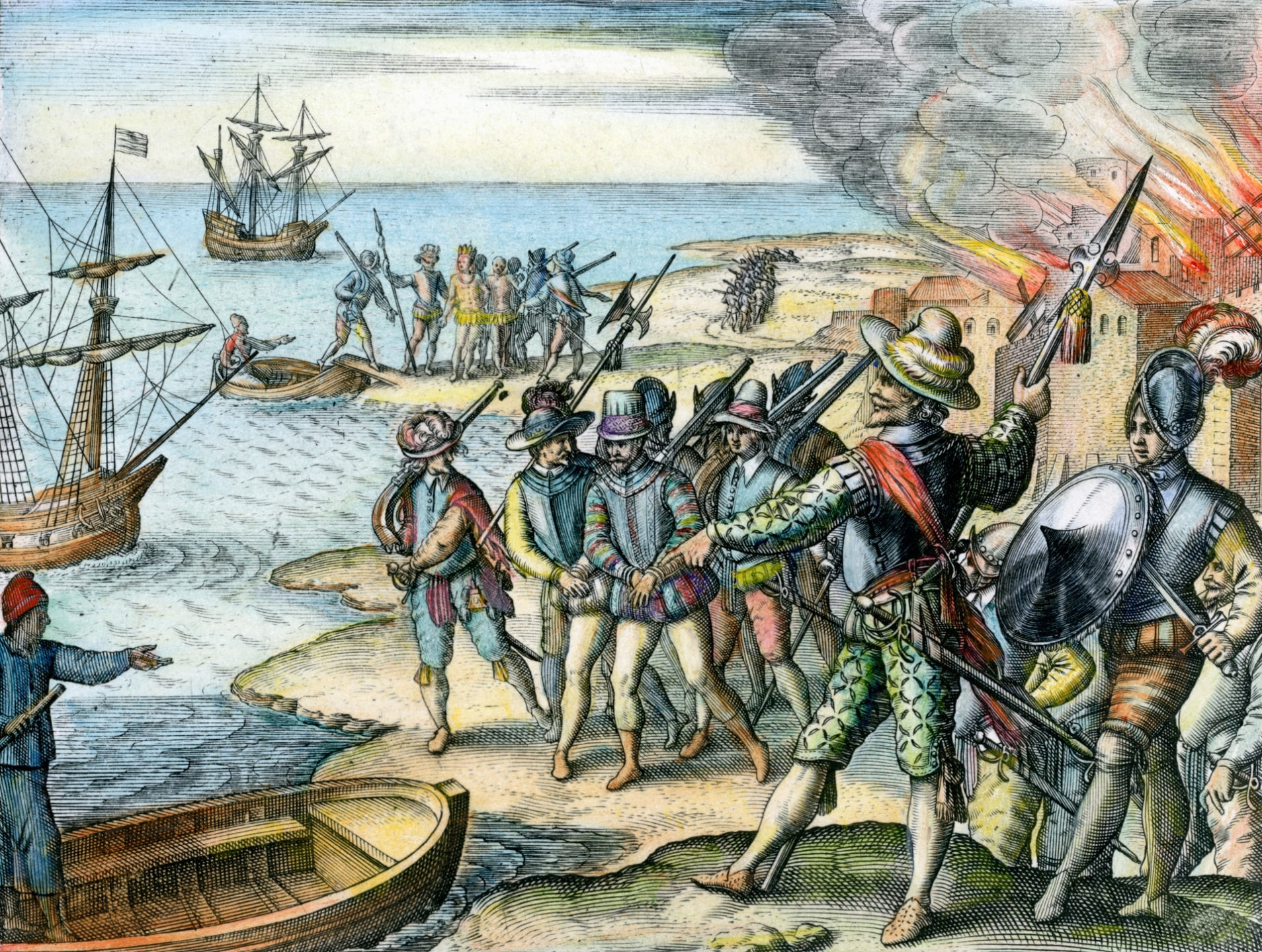
Уолтер Рэли в Тринидаде

Христофор Колумб прибыл на острова 31 июля 1498 года. Колумб назвал Тринидад островом святой Троицы. Аборигены встретили его дружественно.
Тринидад был плотно населен в начале колониального периода. Хотя в 1510 году на Тринидаде, как говорили, были единственные «мирные индейцы», но недостаток рабов для добывания жемчуга на острове Маргарита привёл к тому, чтобы они были объявлены «Карибами» (и таким образом, оправдать охоту на рабов) в 1511 году. Вследствие этого Тринидад стал центром испанских набегов с целью захвата рабов, особенно для добывания жемчуга на Маргарите.
В 1532 Антонио Седено основал на Тринидаде первое поселение, но был изгнан туземцами. В 1534 вернулся, но его попытка привлечь поселенцев к Тринидаду провалилась. В 1569 году был основан ещё один город, но был оставлен в 1570. В 1592 был основан первый город доживший до наших дней: Сан-Хосе (исп.).
Также на острове появились миссии. В 1687 капуцинским монахам передали ответственность за образование местного населения Тринидада. В 1713 миссии были переданы светскому духовенству. Напряженные отношения между священниками и индейцами привели к Резне Арены, где индейцы убили священников.
Хотя испанское заселение острова началось в шестнадцатом столетии, население в 1783 было меньше чем три тысячи, большинство, являлось индейцами. В 1783 испанской короной начала предоставлять 32 акра каждому католику, который обосновался в Тринидаде. 16 акров предлагались каждому свободному индейцу или негру. После гаитянской и французской революций много людей мигрировали с французских островов на Тринидад.
В переписи 1777 на острове жило только 2 763 человек, из них 2 000 индейцев. К тому времени, когда остров был отдан британцам в 1797, население увеличилось до 17 643: 2 086 белых, 1 082 свободных негров, 1 082 америнда, и 10 009 африканских рабов. К 1960, население было 827 957 и среди них не было индейцев.
Испанское правление островом, которое началось в 1498, закончилось 18 февраля 1797, когда испанский губернатор сдал остров британскому флоту.

### Попытки колонизации Тобаго
Тобаго, как и Тринидад, также открыт Колумбом и захвачен испанцами. Однако, в отличие от большинства других островов региона Карибского моря, здесь никогда не предпринималось серьёзных попыток колонизации, хотя в XVII столетии за право владеть островом боролись англичане, французы, голландцы и Герцогство Курляндское. В 1704 году остров был объявлен нейтральной территорией, но после того, как пираты устроили здесь свою базу, британцы в 1763 году установили свою колониальную администрацию.

### Конец рабства
С отменой работорговли в 1807, у владельцев плантаций на Тринидаде появилась серьёзная нехватка рабочих рук.
На Тринидаде рабы были де-юре освобождены в 1833. Но они должны были остаться на плантациях ещё на шесть лет, как «ученики». Но Тринидад продемонстрировал успешное использование ненасильственного протеста и пассивного сопротивления. 1 августа 1834, невооруженная группа рабов вышла к резиденции правительства. Мирные протесты продолжались, пока не приняли решение о фактической отмене рабства. 1 августа 1838 освобождение, которую теоретически предоставили рабам в 1834, стало действительностью.

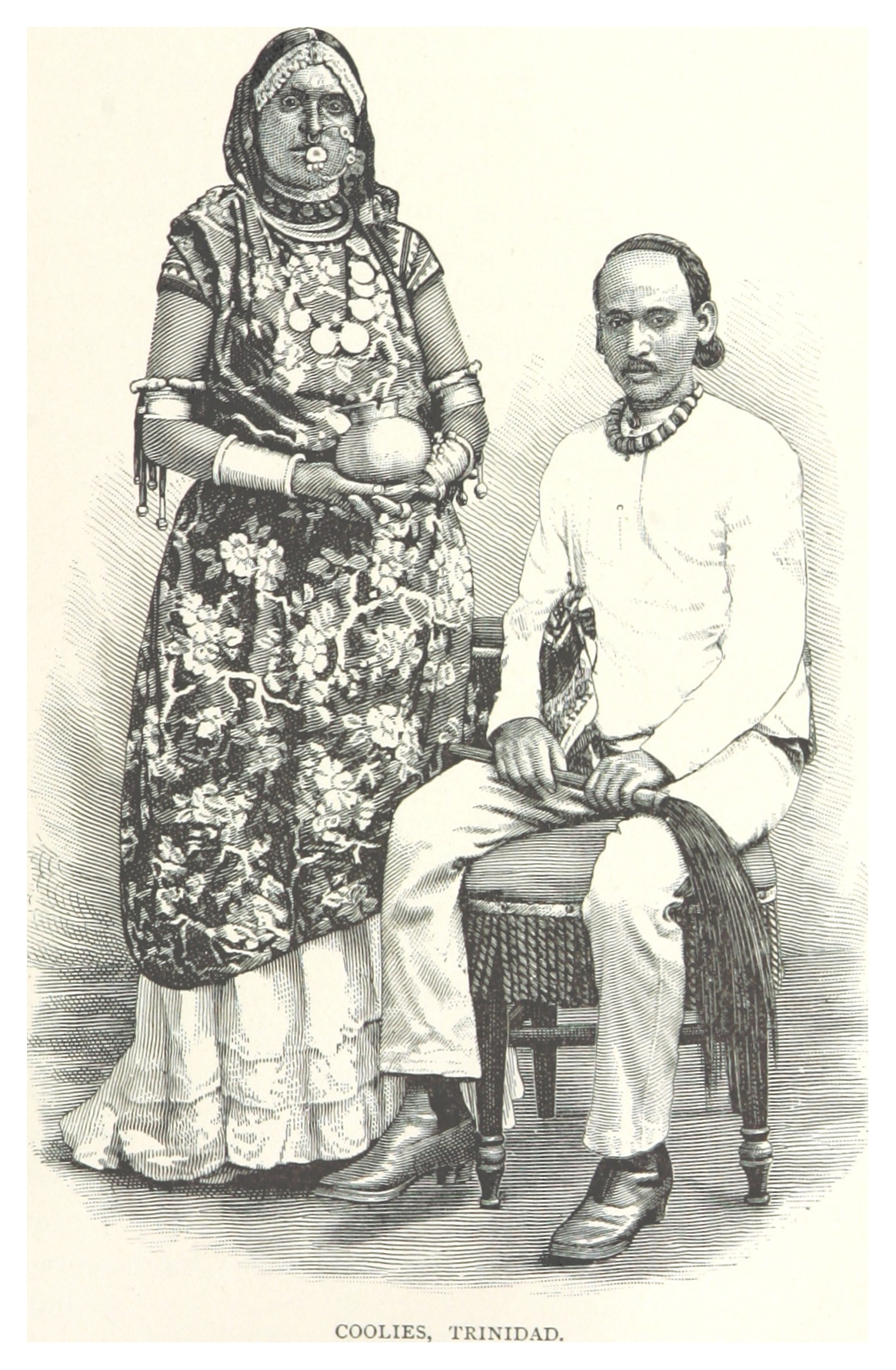
Индийские кули на Тринидаде. 1885 год

Освобождённые рабы покидали плантации, занимали свободные земли, переселялись в города. Поэтому, начиная с 1845, плантаторы, выращивавшие сахарный тростник и кофе, стали завозить на Тринидад наемных рабочих (кули) из Индии.
В 1830—1917 население острова стремительно увеличивалось. На Тринидад переселилось большое количество индийцев и бывших рабов с малых Антильских островов.

### Сельскохозяйственное развитие
Сахарные плантации, которые доминировали в экономике Тринидада в девятнадцатом веке, постепенно дали основание культивированию какао. Тринидадский шоколад стал дорогостоящим. Колониальное правительство открыло землю поселенцам, заинтересованным в выращивании какао.

### Открытие нефти
В середине 1850-х на Тринидаде была обнаружена нефть. Первой добычу организовало предприятие «Merrimac Company»: у озера Питч была вырыта 61-метровая скважина, первая на острове. В середине 1860-х нефтедобычей занялся Уолтер Даруэнт (англ. Walter Darwent), однако созданные им компании «Trinidad Petroleum Company» и «Pariah Petroleum Company» долго не просуществовали и развалились после смерти Даруэнта. Более успешным было предприятие Рандольфа Раста (англ. Randolph Rust) и Ли Лама (англ. Lee Lum), начавшее своё существование в 1893 году.

## История Тобаго
В то же время, меньший из двух остров Тобаго в XVII веке стал объектом борьбы между сразу четырьмя державами — Англией, Францией, Нидерландами и Курляндией. Несмотря на такой интерес со стороны европейцев, Тобаго тоже оставался почти незаселённым. В 1704 году остров был объявлен нейтральной территорией и стал базой пиратов; в 1763 году Тобаго перешёл под контроль Великобритании.

## История Тринидада и Тобаго в XX столетии
В 1888 году Тринидад и Тобаго были наконец объединены в одну колонию. Центр этого заморского владения Великобритании оказался на Тринидаде, а Тобаго стал зависимой территорией.
В начале XX века в стране появились первые выборные органы власти (на Тобаго ранее выбиралась Ассамблея, но она была упразднена после объединения островов в одну колонию). В 1925 году прошли первые выборы в Законодательную ассамблею. 7 из 13 её членов были избраны путём голосования, остальные 6 — назначены губернатором. В выборах могли участвовать мужчины старше 21 года и женщины старше 30 (первые универсальные выборы состоялись в 1946 году).
1930-е стали неудачным для Тринидада и Тобаго десятилетием. На Тринидаде была почти полностью уничтожена индустрия какао — из-за двух эпифитотий и Великой депрессии (остававшиеся плантации на Тобаго были уничтожены в 1963 году ураганом «Флора»). С этих пор основой экономики Тринидада и Тобаго стало природное сырьё. В конце 1930-х по стране прокатилась серия забастовок, вдохновителем которых был Тубал Уриа Батлер (англ. Tubal Uriah Butler). В результате этого были сформированы профсоюзы. Батлер организовал рабочую партию, которая получила большинство голосов на выборах 1950 года. На выборах 1956 года победила консервативная партия Народное национальное движение (англ. People's National Movement) под руководством Эрика Уильямса (англ. Eric Williams).
Значительные изменения принесла Тринидаду и Тобаго Вторая мировая война. Она вызвала подъём нефтедобывающей промышленности (страна была поставщиком нефти для войск союзников) и стала причиной появления на северо-западе Тринидада американской военно-морской базы (Великобритания отдала США в аренду территорию Чагуарамаса). Впрочем, несмотря на то, что аренда была заключена сроком на 99 лет, уже в 1956 году американцы приостановили стройку базы, а в 1963 году Чагуарамас был возвращён Тринидаду и Тобаго.
В 1958—1962 годах столица Тринидада и Тобаго Порт-оф-Спейн являлась центром Вест-Индской федерации, государственного образования, которое, по изначальному замыслу организаторов, должно было позже получить независимость от Великобритании как единое целое. Этого, однако, не произошло — федерация просуществовала всего четыре года, после чего распалась 31 мая 1962 года. 29 марта 1962 года был принят Акт независимости Тринидада и Тобаго, который вступил в силу 31 августа этого же года. 12 сентября 1962 года Тринидад и Тобаго был принят в состав членов ООН.

### Независимость
Правительство Тринидада и Тобаго во главе с премьер-министром Эриком Уильямсом не смогло решить проблему безработицы, и в стране начались беспорядки. В 1970 произошли антиправительственные выступления военных.
В 1973—1974 положение в экономике Тринидада и Тобаго заметно улучшилось в связи ростом цен на нефть. Резко возросшие доходы от экспорта нефти позволили правительству уменьшить налоги, увеличить выплату социальных пособий, дотировать цены на товары широкого потребления, увеличить инвестиции в промышленность.
1 августа 1976 года Тринидад и Тобаго был провозглашён республикой.
В 1981 году после смерти Эрика Уильямса премьер-министром стал Джордж Чемберс.
В июле 1990 года члены группировки «Джамаат аль-Муслимин» во главе с Ясином Абу Бакром захватили здание парламента Тринидада и Тобаго и несколько дней держали в заложниках премьер-министра страны А. Робинсона и депутатов. В итоге путч был подавлен.
В 1995 году к власти в стране пришла коалиция Объединенного национального конгресса и Национального альянса за реконструкцию. Премьер-министром впервые стал человек индийского происхождения, лидер ОНК Басдео Пандай.